# Jean-Charles de Coucy

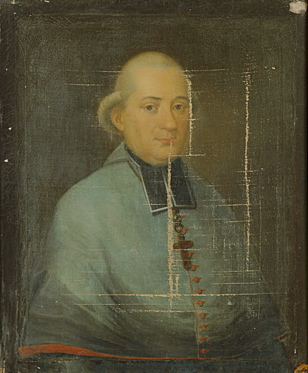
Erzbischof Jean-Charles de Coucy (unbekannter Maler, 18. Jahrhundert)

Jean-Charles de Coucy (* 23. September 1746 in Château d’Escordat, Rethel, Ardennen; † 9. März 1824 in Reims) war ein französischer Geistlicher, Bischof von La Rochelle und Erzbischof von Reims.

## Leben

Erzbischofswappen (moderne Nachzeichnung)

Er entstammte der Linie Caucy-Pollecourt und war der Sohn von Charles-Nicolas de Gallebaut und dessen Ehefrau Marie-Anne du Bois de Lauberelle. Er wurde 1777 Almosenier der Königin von Frankreich und Kommendatarabt der begüterten Abtei Igny bei Reims. Am 16. August 1789 wurde er von Ludwig XVI. zum Bischof von La Rochelle ernannt, die Bestätigung durch Papst Pius VI. erfolgte am 14. Dezember desselben Jahres. Die Bischofsweihe spendete ihm am 3. Januar 1790 in der Kapelle des Seminars St. Sulpice in Paris der Nuntius in Frankreich, Erzbischof Antonio Dugnani; Mitkonsekratoren waren Jean-Baptiste-Charles-Marie de Beauvais, ehemaliger Bischof von Senez, und Charles de La Font de Savines, Bischof von Viviers.
Nachdem durch die Zivilverfassung des Klerus das Bistum La Rochelle aufgehoben wurde, verabschiedete sich de Coucy am 27. Juli 1791 mit einem Hirtenbrief von Klerus und Volk des Bistums und zog sich ins Privatleben zurück. Von 1797 bis 1801 lebte er in Spanien im Exil. Auf das Bistum La Rochelle resignierte er jedoch erst 1816, nachdem er Aussichten hatte, zum Erzbischof von Reims ernannt zu werden. Seine Inthronisation verzögerte sich jedoch durch die Widerstände, die das Konkordat von 1817 begleiteten, so dass er schließlich erst 1821 das Erzbistum faktisch in Besitz nehmen konnte.
Er starb knapp drei Jahre nach seiner Inthronisation als Erzbischof von Reims.